# Notre affaire à tous (association)
Lancée en 2015, Notre affaire à tous est une association loi de 1901 (à but non lucratif) qui utilise le droit comme un levier stratégique de lutte contre la triple crise environnementale - climat, biodiversité, pollution. Elle défend une vision du droit en faveur de la justice sociale et des communautés premières concernées.
Après avoir obtenu la condamnation de l’État dans L'Affaire du siècle, l’association continue d’agir en justice à l’échelle locale, nationale et européenne. Elle est ainsi à l’origine de recours systémiques contre l’inaction des pouvoirs publics (“Justice pour le Vivant”, “Soif de Justice”…) et l’impunité des multinationales (TotalEnergies, BNP Paribas, Arkema…).
À travers un réseau de citoyens et de citoyennes mobilisés, Notre Affaire à Tous œuvre aussi pour repousser les frontières du droit en faveur d’un système démocratique, protecteur du Vivant et des droits fondamentaux.

## Historique des actions
Créée l'année de la COP21, l’association développe différentes actions contentieuses, de recherche juridique et de sensibilisation pour faire du droit un outil efficace de la lutte contre la triple crise environnementale. Elle est composée de plusieurs groupes de travail et groupes locaux.

### Inaction de l’État
Notre affaire à tous s’engage d’abord contre l’inaction de l’État en matière climatique et environnementale. Le 17 décembre 2018, avec trois autres associations (Fondation pour la nature et l'homme, Greenpeace France et Oxfam France), Notre affaire à tous lance l’Affaire du siècle, une campagne de justice climatique en France visant à poursuivre en justice l'État pour inaction en matière de lutte contre le réchauffement climatique. Plus de 2,3 millions de citoyens signent la pétition lancée en parallèle, ce qui en fait la pétition la plus signée de l’histoire de France à ce jour. À la suite de cette mobilisation record, Notre affaire à tous publie le manifeste « Comment nous allons sauver le monde », le 14 mars 2019, qui fait écho à la mobilisation de la jeunesse pour le climat partout dans le monde, et notamment dans le cadre de l'Affaire du Siècle. En 2021, l’État est condamné par le tribunal administratif de Paris par deux décisions. Le 3 février 2021, le juge reconnaît le caractère contraignant des objectifs climatiques inscrits par l’État dans sa Stratégie Nationale Bas Carbone, ainsi que leur dépassement. Le 14 octobre 2021, le juge constate que ce dépassement monte à 15 mégatonnes de CO2e, et enjoint l’État à réparer le préjudice écologique qui en découle d’ici au 31 décembre 2022 par la prise de toutes mesures utiles et nécessaires. Mi-juin 2023, la phase d'exécution de la décision est ouverte par les associations. Elles demandent une astreinte d’un milliard d’euros à flécher vers la transition climatique en argumentant que la France a pris du retard depuis la condamnation de 2021 en raison de l’effondrement des puits de carbone, et que les baisses récentes d’émissions de gaz à effet de serre sont liées à des facteurs conjoncturels et extérieurs à l’action de l’État. Cette demande aboutit à une troisième décision du tribunal administratif de Paris, le 22 décembre 2023 : le juge rejette la demande d'injonctions supplémentaires et d'astreinte. Le 22 février 2024, les associations font appel de la décision de décembre 2023 devant le Conseil d’État.
Notre Affaire à Tous est par ailleurs co-requérante de l’Affaire Grande Synthe, dans laquelle le Conseil d’État a reconnu le manque d’action de l’État pour respecter la trajectoire carbone qu’il s’est fixée, et porteuse d’amicus curiae dans l’affaire Duarte Agostinho, dans laquelle six jeunes Portugais demandaient à la Cour européenne des droits de l’homme d’enjoindre les États européens à rehausser leur ambition climatique.
Après l’Affaire du Siècle, Notre Affaire à Tous a obtenu la reconnaissance de la carence fautive de l’État sur un autre sujet : la protection de la biodiversité et la réglementation des pesticides. Lancée avec les associations POLLINIS, Biodiversité sous nos pieds, Anper-Tos et Aspas, cette campagne, nommée “Justice pour le Vivant”, est le premier contentieux mondial visant à reconnaître la responsabilité d’un État dans l’effondrement de la biodiversité. Dans une décision rendue le 30 juin 2023, le tribunal administratif de Paris a ainsi reconnu le caractère contraignant des plans Écophyto, la responsabilité de l’État dans l’effondrement de la biodiversité, le préjudice écologique induit par les pesticides (en prononçant une injonction à prendre toutes mesures utiles afin de respecter la trajectoire de réduction des pesticides prévues dans les plans Ecophyto d’ici à juin 2024), le lien de causalité entre utilisation des pesticides et effondrement de la biodiversité, et la défaillance du processus d’homologation des pesticides. Les associations ont fait appel de cette décision pour obtenir l’injonction à revoir la procédure d’homologation des pesticides. L’État a également fait appel, sur toute la décision.

### Impunité des multinationales
Notre Affaire à Tous mobilise également le droit pour mettre un terme aux actions climaticides des entreprises multinationales.
En se fondant sur la loi sur le devoir de vigilance, Notre Affaire à Tous cherche à faire reconnaître : la responsabilité de TotalEnergies dans la crise climatique, celle du Groupe Casino dans la déforestation via ses filiales provenant d’élevages issus de parcelles déforestées illégalement et accaparement de terres autochtones, et celle de la banque BNP Paribas, en tant que plus gros financeur européen d’entreprises engagées dans l’expansion fossile, mais aussi pour son soutien à Marfrig (une entreprise brésilienne de transformation et de conditionnement de la viande qui s’approvisionne auprès de fermes qui pratiquent ou sont liées à l’esclavage moderne, la déforestation et l’appropriation de terres autochtones). Ces derniers recours contre la banque BNP Paribas sont les premiers qui visent à engager la responsabilité climatique d’une banque pour les atteintes aux droits humains et de l’environnement liées à ses activités de financement et d’investissement sur les objets de l’expansion fossile et de la déforestation. Dans l’Affaire dite “Total climat”, visant à rehausser les ambitions climatiques de TotalEnergies, une première décision du tribunal judiciaire de Paris avait débouté les associations et collectivités sur la recevabilité de la requête, annulée par la Cour d’appel en juin 2024.
Notre Affaire à Tous porte aussi des contentieux dénonçant le greenwashing des entreprises. Le contentieux lancé contre TotalEnergies devant le tribunal judiciaire de Paris a été le premier recours en greenwashing qui attaque une entreprise sur ses allégations climatiques en France. En juin 2023, une victoire a été obtenue contre le greenwashing d’un autre acteur, la FIFA, qui prétendait assurer la neutralité carbone de la coupe du monde 2022 organisée au Qatar. La Commission Suisse pour la Loyauté (autorité suisse de contrôle de la publicité) a reconnu le caractère trompeur de ces publicités.

### Action sur les injustices environnementales
Notre affaire à tous documente les enjeux de la justice climatique et environnementale. Via sa revue IMPACTS et d’autres rapports et contributions, elle participe ainsi à documenter, visibiliser et dénoncer les impacts différenciés de la triple-crise environnementale. Notre affaire à tous travaille de façon plus spécifique sur la vulnérabilité environnementale et climatique des lieux de privation de liberté, et sur l’accès à l’eau potable dans les territoires dits d’Outre-mer via la campagne “Soif de Justice”.

### Autres recours locaux: artificialisation des sols et santé environnementale
L’association agit aussi à l’échelle locale, en soutien de collectifs locaux, dans des contentieux climatiques et environnementaux, notamment liés à l’artificialisation des sols : implantation d’un pôle de santé de luxe rasant une forêt en bordure du lac Lacanau, implantation d’une usine de laine de roche sur des terres agricoles, extension du centre commercial Westfield Rosny 2, permis de construire illégaux à Audenge…
Via ses groupes locaux, Notre affaire à tous agit sur le territoire français. Dans la région lyonnaise, plusieurs actions s’intéressant à la santé environnementale remettent par exemple en cause la « faiblesse systémique et persistante » des plans locaux de l’État en matière de pollution de l’air, ou d’agir contre la contamination généralisée aux PFAS. La Vallée de la chimie, au sud de Lyon, est en effet reconnue comme le hot spot le plus important de cette “pollution éternelle” en France. Dès la révélation du scandale en 2022, Notre Affaire à Tous a porté des contentieux collectifs sur le sujet, agi pour la réglementation de ces molécules par le Parlement, et participé à la création d’un institut écocitoyen local pour créer une vigie citoyenne des risques et pollutions industrielles.

### Promotion du droit de l’environnement et des libertés associatives
L'association a porté plusieurs actions contentieuses s’opposant à un détricotage du droit de l’environnement, notamment en matière industrielle : contre les « Sites clés en main », contre la restriction du droit à l’information environnementale concernant les sites industriels, contre la loi dite industrie verte.
Notre Affaire à Tous s'est par ailleurs positionnée contre la restriction des libertés associatives et pour une meilleure protection des capacités d’action des associations notamment environnementales, par exemple en remettant en cause le Contrat d’Engagement Républicain aux côtés de 25 autres associations.

### Promotion des droits de la nature
Notre Affaire à Tous accompagne également des acteurs locaux - collectifs et élus - à déployer les droits de la nature à l’échelle du territoire, pour traduire juridiquement une transformation des relations entre l’humain et la Nature. Cela passe notamment par la rédaction et la proclamation de déclarations de droits à des entités naturelles. Plusieurs initiatives ont ainsi été accompagnées : le Projet Parlement de Loire (2019), la Déclaration des droits du Tavignanu (Corse, juillet 2021), la Déclaration des droits de la Têt (Pyrénées Orientales, novembre 2021), la Déclaration des droits des Salines (Martinique, août 2023), la Déclaration des droits de la Durance (Provence, novembre 2023), la Déclaration des droits de l’Arc (Bouches du Rhône, novembre 2023) et autres. Notre Affaire à Tous a également publié un livre de référence en la matière, Les droits de la nature - Vers un nouveau paradigme de protection du vivant, pour expliciter l’intérêt que représentent les droits de la Nature et donner à en apercevoir l’état des lieux dans le monde.